# Take On Me
"Take On Me" là một bài hát của ban nhạc người Na Uy A-ha được viết lời bởi ba thành viên Magne Furuholmen, Morten Harket và Paul Waaktaar-Savoy, và phát hành lần đầu tiên như là một đĩa đơn vào ngày 19 tháng 10 năm 1984. Phiên bản gốc được sản xuất bởi Tony Mansfield, trước khi được sản xuất bởi Alan Tarney và John Ratcliff một năm sau đó cho album phòng thu đầu tay của nhóm, Hunting High and Low (1985). Nó được phát hành vào ngày 16 tháng 9 năm 1985 như là đĩa đơn đầu tiên trích từ album bởi Warner Bros. Records. "Take On Me" là một bản synthpop kết hợp với những yếu tố từ new wave và sử dụng nhiều loại nhạc cụ khác nhau như đàn guitar acoustic, đàn phím và trống, mang nội dung đề cập đến một người đàn ông nảy sinh tình cảm với một cô gái, nhưng lại gặp khó khăn trong việc thổ lộ tình cảm thật của bản thân với cô. Ban đầu, bài hát được sáng tác và thu âm với tên gọi "Lesson One" vào năm 1982 và phải trải qua nhiều sự thay đổi về nội dung lời bài hát và cấu trúc âm nhạc.
Sau khi phát hành, "Take On Me" nhận được những phản ứng tích cực từ các nhà phê bình âm nhạc, trong đó họ đánh giá cao giai điệu bắt tai cũng như quá trình sản xuất nó, đồng thời gọi đây là một điểm nhấn nổi bật từ Hunting High and Low. Bài hát đã gặt hái nhiều giải thưởng và đề cử tại những lễ trao giải lớn, đồng thời tiếp nhận những thành công ngoài sức tưởng tượng về mặt thương mại với việc đứng đầu các bảng xếp hạng ở 36 quốc gia, bao gồm những thị trường lớn như Úc, Áo, Bỉ, Đức, Ireland, Ý, Hà Lan, Na Uy, Thụy Điển và Thụy Sĩ, đồng thời lọt vào top 10 ở hầu hết những quốc gia nó xuất hiện, bao gồm vươn đến top 5 ở Canada, Đan Mạch, Pháp, Ireland và Vương quốc Anh. Tại Hoa Kỳ, nó đạt vị trí số một trên bảng xếp hạng Billboard Hot 100 trong một tuần, trở thành đĩa đơn quán quân đầu tiên và duy nhất của A-ha, cũng như giúp họ trở thành nghệ sĩ người Na Uy đầu tiên đạt được thành tích này.
Hai video ca nhạc khác nhau đã được thực hiện cho "Take On Me", trong đó phiên bản cho bản gốc năm 1984 bao gồm những cảnh A-ha trình diễn bài hát dưới phông nền xanh. Phiên bản thứ hai được đạo diễn bởi Steve Barron, trong đó sử dụng hiệu ứng hoạt hình phác họa bằng bút chì được chuyển động qua từng khung hình để tạo cho các nhân vật chuyển động chân thực, và tập trung khai thác câu chuyện của một cô gái (do Bunty Bailey thủ vai) đã lạc vào thế giới truyện tranh của nam nhân vật trong câu chuyện (do thành viên Morten Harket thủ vai). Nó đã nhận được tám đề cử tại giải Video âm nhạc của MTV năm 1986, và chiến thắng sáu hạng mục cho Nghệ sĩ mới xuất sắc nhất trong một video, Video khái niệm xuất sắc nhất, Video âm nhạc thể nghiệm nhất, Đạo diễn xuất sắc nhất trong một video, Kĩ xảo xuất sắc nhất trong một video và Bình chọn của người xem, bên cạnh hai đề cử ở hạng mục Video của năm và Video xuất sắc nhất của nhóm nhạc.
Để quảng bá cho "Take On Me", A-ha đã trình diễn nó trên nhiều chương trình truyền hình và lễ trao giải lớn, bao gồm American Bandstand, Solid Gold, Top of the Pops và giải Grammy lần thứ 28. Được ghi nhận là bài hát trứ danh trong sự nghiệp của A-ha, "Take On Me" đã được hát lại và sử dụng làm nhạc mẫu bởi nhiều nghệ sĩ, như Madonna, Christina Aguilera, Pitbull, Jonas Brothers, Sara Bareilles, Tori Amos, A1 và dàn diễn viên của Glee, cũng như xuất hiện trong nhiều tác phẩm điện ảnh và truyền hình, bao gồm Bumblebee, Deadpool và Deadpool 2, Despicable Me 3, Doctors, EastEnders, Family Guy và Raising Hope. Ngoài ra, video ca nhạc cho bài hát cũng được giới phê bình không ngừng tán dương bởi sự sáng tạo mang tính đột phá trước thời đại của nó, cũng như trở thành một trong những video đầu tiên được nhại lại trong lịch sử YouTube. Tính đến nay, nó đã bán được hơn 7 triệu bản trên toàn cầu, trở thành một trong những đĩa đơn bán chạy nhất mọi thời đại.

## Danh sách bài hát
| Đĩa 7" tại châu Âu và Anh quốc (1984) 1. "Take On Me" – 3:10 2. "And You Tell Me" – 1:48 Đĩa 12" tại châu Âu và Anh quốc (1984) 1. "Take On Me" – 3:46 2. "And You Tell Me" – 1:48 3. "Stop! And Make Your Mind Up" – 2:57 | Đĩa 7" tại châu Âu và Anh quốc (1985) 1. "Take On Me" – 3:46 2. "Love Is Reason" – 3:04 Đĩa 12" tại Anh quốc (1985) 1. "Take On Me" (bản mở rộng) – 4:44 2. "Love Is Reason" – 3:04 3. "Take On Me" – 3:46 |

## Xếp hạng
| Bảng xếp hạng (1985-86)               | Vị trí cao nhất |
| ------------------------------------- | --------------- |
| Úc (Kent Music Report)                | 1               |
| Áo (Ö3 Austria Top 40)                | 1               |
| Bỉ (Ultratop 50 Flanders)             | 1               |
| Canada (RPM)                          | 2               |
| Đan Mạch (IFPI)                       | 2               |
| Châu Âu (European Hot 100 Singles)    | 1               |
| Pháp (SNEP)                           | 3               |
| Đức (Official German Charts)          | 1               |
| Hy Lạp (IFPI)                         | 1               |
| Ireland (IRMA)                        | 2               |
| Ý (FIMI)                              | 1               |
| Hà Lan (Dutch Top 40)                 | 1               |
| Hà Lan (Single Top 100)               | 1               |
| New Zealand (Recorded Music NZ)       | 7               |
| Na Uy (VG-lista)                      | 1               |
| Ba Lan (LP3)                          | 1               |
| Nam Phi (Springbok Radio)             | 7               |
| Tây Ban Nha (PROMUSICAE)              | 11              |
| Thụy Điển (Sverigetopplistan)         | 1               |
| Thụy Sĩ (Schweizer Hitparade)         | 1               |
| Anh Quốc (OCC)                        | 2               |
| Hoa Kỳ Billboard Hot 100              | 1               |
| Hoa Kỳ Adult Contemporary (Billboard) | 4               |

| Bảng xếp hạng (1985)                 | Vị trí |
| ------------------------------------ | ------ |
| Australia (Kent Music Report)        | 12     |
| Belgium (Ultratop 50 Flanders)       | 46     |
| Canada (RPM)                         | 29     |
| Denmark (IFPI)                       | 14     |
| France (IFOP)                        | 23     |
| Germany (Official German Charts)     | 46     |
| Netherlands (Dutch Top 40)           | 60     |
| Netherlands (Single Top 100)         | 24     |
| UK Singles (Official Charts Company) | 9      |
| US Billboard Hot 100                 | 10     |
| Bảng xếp hạng (1986)                 | Vị trí |
| Europe (European Hot 100 Singles)    | 26     |
| Germany (Official German Charts)     | 34     |
| Italy (FIMI)                         | 7      |

| Bảng xếp hạng (1980-89)              | Vị trí |
| ------------------------------------ | ------ |
| UK Singles (Official Charts Company) | 92     |

| Bảng xếp hạng        | Vị trí |
| -------------------- | ------ |
| US Billboard Hot 100 | 600    |

## Chứng nhận
| Quốc gia                                                                           | Chứng nhận | Số đơn vị/doanh số chứng nhận |
| ---------------------------------------------------------------------------------- | ---------- | ----------------------------- |
| Bỉ (BEA)                                                                           | Vàng       | 100.000*                      |
| Đan Mạch (IFPI Đan Mạch)                                                           | Vàng       | 15.000‡                       |
| Pháp (SNEP)                                                                        | Vàng       | 736,000                       |
| Đức (BVMI)                                                                         | Vàng       | 500.000^                      |
| Ý (FIMI)                                                                           | Bạch kim   | 50.000*                       |
| Nhật Bản (RIAJ)                                                                    | Vàng       | 100.000^                      |
| Hà Lan (NVPI)                                                                      | Vàng       | 100.000^                      |
| Tây Ban Nha (PROMUSICAE)                                                           | Bạch kim   | 50.000^                       |
| Anh Quốc (BPI)                                                                     | Vàng       | 500.000^                      |
| * Chứng nhận dựa theo doanh số tiêu thụ. ^ Chứng nhận dựa theo doanh số nhập hàng. |            |                               |